# Bschießer
De Bschießer is een 2000 meter hoge berg in de deelstaten Beieren (Duitsland) en Tirol (Oostenrijk).

## Geografie
De Bschießer maakt deel uit van de Allgäuer Alpen. Ten noorden van de berg bevindt zich de Kühgundkopf. Aan de westelijke zijde van de Bschießer ligt de Stuibenkopf en in het oosten Ponten ligt de en in het zuiden ligt de Lahnerkopf. De Bschießer maakt deel uit van de bergkam Rauhhornzug.